# 少網紋南鰍
少網紋南鰍（學名：Schistura paucireticulata）為輻鰭魚綱鯉形目條鰍科南鰍屬的其中一種。分布於亞洲印度米佐拉姆邦圖里亞爾河流域，體長可達6.1公分，棲息在河川底層水域，生活習性不明。

## 扩展阅读
維基物種上的相關：少網紋南鰍